# Lojban
Lojban is een kunsttaal met een zo logisch mogelijke grammatica. De naam "Lojban" komt van afgekorte versies van logji ("logica") en bangu ("taal"). Lojban is een uitbreiding van Loglan. In 1987 hebben enkele actieve loglanisten zich afgescheiden van Loglan, het project van de Amerikaanse socioloog James Cooke Brown, omdat Brown het taalauteursrecht claimde.
Lojban is belangrijker geworden dan het originele project. Er zijn enige tientallen lojbanisten actief, hoofdzakelijk op het internet. De LLG (Logical Language Group, Inc.), een vereniging zonder winstoogmerk, zie non-profit, Vereniging (organisatie), houdt jaarlijks een bijeenkomst. Lojban heeft de ISO 639 taalcode jbo.

## Eigenschappen en doelstellingen
De taal deelt veel eigenschappen en doelstellingen met Loglan; in het bijzonder:
- De grammatica is gebaseerd op de predicatenlogica en kan complexe logische concepten precies uitdrukken.
- Ze heeft geen onregelmatigheden of ambiguïteiten in spelling of grammatica zodat ze gemakkelijk op computers kan worden toegepast.
- Lojban is ontworpen om cultureel zo neutraal mogelijk te zijn.
- Vergeleken met natuurlijke talen is Lojban eenvoudig te leren.

Terwijl het aanvankelijke doel van het Loglan-project was om de Sapir-Whorf-hypothese te toetsen heeft de actieve Lojban-gemeenschap extra doelstellingen voor de taal, zoals:
- Algemeen onderzoek naar taalkunde
- Onderzoek naar kunstmatige intelligentie
- Betere mens-computer communicatie, opslagontologie, computervertaling van teksten in natuurlijke talen
- Gebruik van taal als onderwijshulpmiddel
- Persoonlijke creativiteit

## Grammatica
In Lojban bestaat geen onderscheid tussen werkwoorden, substantieven en bijvoeglijke naamwoorden. Lojban heeft drie woordsoorten: brivla (voor zowel soortnamen als werkwoorden), cmene (voor eigennamen) en cmavo (deze spelen verschillende grammaticale rollen). De lidwoorden verschillen naargelang ze op individu, massa, verzameling, reeks of typisch element wijzen. Brivla veranderen niet naar tijd, persoon of getal; de tijd wordt vermeld door afzonderlijke cmavo, maar het grammaticale getal ontbreekt.
Zoals het hoort in een logische taal, is er een groot assortiment aan verbindingen. De logische verbindingen nemen verschillende vormen aan, afhankelijk van of ze sumti (het equivalent van zelfstandige naamwoorduitdrukkingen), selbri (uitdrukkingen die kunnen dienen als werkwoorden; alle brivla zijn selbri), delen van een tanru (nog het best te vertalen als 'woordreeksen'), of zinsdelen verbinden.

## Het Lojban-embleem
Het embleem van Lojban is het resultaat van een peiling onder de leden van de LLG en gedefinieerd als een Cartesisch coördinatenstelsel op een venndiagram. Deze definitie vermeldt geen kleur maar het logo wordt traditioneel gereproduceerd met het coördinatenstelsel in rood en het venndiagram in blauw. Hoewel er geen officiële verklaring van de symbolen bestaat zou men kunnen veronderstellen dat het venndiagram naar predicatenlogica verwijst terwijl het coördinatenstelsel de rationaliteit, de wiskunde en de natuurwetenschappen vertegenwoordigt.

## Voorbeeld
Het Onze Vader:

doi cevrirni.iu noi zvati le do cevzda do'u 

fu'e.aicai.e'ecai lo do cmene ru'i censa 

.i le do nobli turni be la ter. ku se cfari 

.i loi do se djica ba snada mulno vi'e le cevzda.e.a'o la ter. 

(.i do nobli turni vi'e le cevzda.ebazake.a'o la ter.) 

(.i loi do se djica ba snada mulno vi'e le cevzda.e.a'o la ter.) 

.i fu'e.e'o ko dunda ca le cabdei le ri nanba mi'a 

.i ko fraxu mi loi ri zu'o palci 

.ijo mi fraxu roda poi pacyzu'e xrani mi 

.i ko lidne mi fa'anai loi pacyxlu 

.i ko sepri'a mi loi palci 